# Lingwistyka potoczna
Lingwistyka potoczna (ang. folk linguistics), także pseudolingwistyka – ogół potocznych poglądów na temat języka, będących wyrazem nienaukowej refleksji nad językiem. Anglojęzyczny termin folk linguistics został wprowadzony w 1964 roku przez językoznawcę Henry’ego Hoenigswalda w prezentacji A proposal for the study of folk linguistics , odpowiedniki tego pojęcia pojawiały się również na gruncie językoznawstwa rosyjskiego (народное языкознание, narodnoje jazykoznanije) i niemieckiego (Volkslinguistik). Lingwistyka potoczna jest blisko związana z badaną już wcześniej etymologią ludową, w sposób laicki wyjaśniającą związki semantyczne w języku, i analogią ludową, korelującą zjawiska morfologiczne na podstawie semantyki.
Potoczne poglądy lingwistyczne są charakterystyczne dla ogółu społeczności językowych. W różnych zakątkach świata powszechne są przekonania, jakoby niektóre języki były starsze, piękniejsze, bardziej ekspresywne lub bardziej logiczne od innych – czy też bardziej odpowiednie do pewnych celów. Do częstych należą także spostrzeżenia na temat pogarszającego się stanu języka oraz rozróżnienie między poprawnymi i niepoprawnymi formami językowymi. Poglądy lingwistyki potocznej niekoniecznie odzwierciedlają rzeczywistość w sposób obiektywny, ale ze względu na swoje rozprzestrzenienie mogą ją kreować, gdyż mają moc wywierania wpływu na postawy społeczne.
Językoznawca Ray Jackendoff stwierdza, że stosowanie w edukacji potocznych poglądów językowych jest potencjalnie niekorzystne dla uczniów posługujących się niestandardowymi odmianami języka. Wartościowanie różnych bytów językowych jako „dobrych” lub „złych” może prowadzić do negatywnych skutków społecznych .
Termin „lingwistyka potoczna” obejmuje także ideologiczne spojrzenia na język, w tym poglądy o podłożu nacjonalistycznym. Fakty naukowe ustalone w drodze badań językoznawczych często stoją w sprzeczności z utwierdzonymi odczuciami społecznymi. W Polsce utrwalony jest mit o wyjątkowej złożoności języka polskiego na tle innych języków.

## Przykłady
Ray Jackendoff przytacza następujące stwierdzenia jako przykłady przekonań typowych dla lingwistyki potocznej :
- Stwierdzenie: „Dzieci staną się zdezorientowane, jeśli będą próbowały posługiwać się więcej niż jednym językiem”. Część rodziców obawia się, że dzieci mogą mieć problem z uporządkowaniem znajomości różnych języków[13].
  - W rzeczywistości dzieci mogą z łatwością stać się wielojęzyczne, jeśli mają regularny kontakt z różnymi językami. W większości krajów polilingwizm nie jest wyjątkiem, lecz normą. Dzieci bez trudu uczą się rozróżniania języków i sytuacyjnego przełączania się między nimi[13].

- Stwierdzenie: „Językiem jest język pisany. Twór pozbawiony postaci pisanej lub słownika nie jest językiem”[13].
  - Gdyby przyjąć ten pogląd za słuszny, większość języków w dziejach ludzkości nie spełniałaby kryteriów bycia językiem. Jeszcze 200 lat temu znakomita większość języków świata istniała wyłącznie w formie mówionej, a umiejętność czytania i pisania była dostępna jedynie wąskiej warstwie elit społecznych[13]. Również współcześnie stosunkowo niewielki odsetek języków dysponuje formą pisaną, a jeszcze mniejsza ich grupa przeszła instytucjonalną standaryzację[14]. W ujęciu lingwistyki językiem jest każde narzędzie komunikacji właściwe dla pewnej grupy ludzi, wyposażone w usystematyzowany repertuar dźwięków, wyrazów i struktur zdaniowych[15].

- Stwierdzenia: „Język jest w fazie degradacji, należy go chronić”, „Język osiągnął niegdyś szczyt swojego rozwoju i od tamtej pory nieustannie się pogarsza”[16]. Puryści językowi twierdzą, że zmiany językowe (w tym neologizmy leksykalne, innowacje gramatyczne i nowe warianty wymowy) są zjawiskiem szkodliwym.
  - W rzeczywistości zmienność jest immanentną cechą wszystkich języków żywych, a procesy ewolucji językowej nie są zjawiskiem wyłącznie współczesnym[17]. Zmiany zachodzą zarówno w zróżnicowanych dialektach (odmianach niestandardowych), jak i w standardach literackich[18]. Nie istnieje obiektywna podstawa dla wyróżnienia lepszych lub gorszych etapów rozwoju języka[19][20]. Przekonanie, jakoby współcześnie języki ulegały degradacji może wypływać z faktu, że wariantywna i zmienna natura języka stała się bardziej widoczna dla przeciętnego użytkownika języka; przyczynił się do tego rozwój telewizji i innych środków masowego przekazu. Jednocześnie globalizacja i dostęp do edukacji sprzyjają rozbudowie osobistego repertuaru językowego o języki międzynarodowe oraz ekspansji prestiżowych, „poprawnych” odmian języka[7].

- Stwierdzenia: „Słownik określa poprawną postać języka”, „Słownik nie powinien zawierać slangu, niepoprawnych form typu «snuck» i błędnych wariantów wymowy typu «nucular»”[13].
  - Zawartość słownika nie jest uzależniona od dyktatów wyższego autorytetu. Słownik stanowi próbę rejestracji realnej praktyki językowej. Dobrze sporządzony słownik bierze pod uwagę konwenanse społeczne i przyjęte normy językowe, oznaczając różne formy jako dialektalne, slangowe, swobodne lub formalne[13]. Mylne jest przekonanie, że język istnieje poza wyobrażeniem jego użytkowników[21].